# FC 예니세이 크라스노야르스크
FC 예니세이 크라스노야르스크(러시아어: Футбольный клуб “Енисей” Красноярск)는 크라스노야르스크를 연고로 하는 러시아의 축구 클럽이다. 현재는 러시아의 축구 2부 리그인 러시아 퍼스트 리그에 참가하고 있다.

## 선수 명단

### 현역
참고: FIFA 자격 규정에 따라 소속된 국가대표팀 국기를 표시합니다. 선수는 복수의 FIFA 비회원국 국적을 가지고 있을 수 있습니다.
| 번호 | 포지션 | 국적         | 이름          |
| ---- | ------ | ------------ | ------------- |
| 5    | DF     | 콩고 공화국  | 에머슨        |
| 20   | MF     | 부르키나파소 | 아돌프 벨렝   |
| 49   | MF     | 카메룬       | 올리비에 켄팩 |

| 번호 | 포지션 | 국적 | 이름 |
| ---- | ------ | ---- | ---- |

## 역대 감독
| 감독                | 임기        |
| ------------------- | ----------- |
| 드미트리 알레니체프 | 2017 ~ 2019 |